# Albert Casals i Serradó
Albert Casals i Serradó (Barcelona, 18 de juliol de 1990) és un escriptor i viatger català.
Als cinc anys va patir una malaltia anomenada mononucleosi que el va fer estar a l'hospital durant uns mesos. El problema va ser que, poc després de curar-se, es va tornar a posar malalt: aquesta vegada va acabar desenvolupant una leucèmia, probablement provocada per la mononucleosi; que el va deixar en una cadira de rodes.
A partir dels set anys va viure a Esparreguera amb els seus pares i la seva germana, i allà va acabar els estudis de batxillerat. Des dels quinze anys ha estat viatjant sol arreu del món; ha viatjat a Itàlia, Grècia, Tailàndia, Malàisia, Singapur, Alemanya, Bèlgica, França, Escòcia, el Japó, Amèrica… Als divuit anys va ésser nomenat ambaixador de la fundació Step by Step, que es dedica a la rehabilitació de persones amb lesions medul·lars.
El maig del 2009 es va publicar la primera edició del seu llibre «El món sobre rodes», on l'Albert explica en primera persona la seva història, i la dels seus primers viatges.
La pel·lícula Món petit, de Marcel Barrena, un dels documentals catalans més vistos i premiats de la història, explicava la seva vida i un repte aparentment impossible: viatjar des d'Esparreguera fins a l'indret més llunyà del món: Nova Zelanda. La pel·lícula, convertida ràpidament en objecte de culte, va guanyar molts premis internacionals, destacant-ne dues mencions a l'IDFA, el festival més important del món, així com el Gaudí i una nominació al Goya.
| «                         | Als meus pares, que són únics. En una altra família jo hauria estat un somiador més... o un fugitiu perseguit per la policia, és clar. | » |
| — Albert Casals i Serradó | |   |

## Llibres publicats
- El món sobre rodes. Edicions 62, març del 2009.[4]
- El mundo sobre ruedas. Ediciones Martínez Roca, abril del 2009.[5]
- Sense fronteres. Edicions 62, març del 2011.[6]
- Sin fronteras. Ediciones Martínez Roca, gener del 2012.[7]
- Els mons on a mi m'agrada viure. Edicions 62, març del 2019.[8][9]

## Premis i reconeixements
- Premi SGE viatger de l'any 2013.[10]